# Резолюция Совета Безопасности ООН 981
Резолюция Совета Безопасности Организации Объединённых Наций 981 (код — S/RES/981), принятая 31 марта 1995 года, подтвердив все резолюции по ситуации в бывшей Югославии, Совет учредил Операцию Организации Объединённых Наций по восстановлению доверия в Хорватии (UNCRO) на период, до 30 ноября 1995 года.
Совет Безопасности ООН хотел добиться решения конфликтов в бывшей Югославии путем переговоров. Одним из таких конфликтов был конфликт в Хорватии с сербами в этой стране. Важные части мирного плана ООН для Хорватии все ещё нуждаются в реализации, включая демобилизацию в сербских районах, возвращение всех беженцев и создание полицейских сил, в дополнение к положениям резолюций 871 (1993) и 947 (1994).
Было отмечено, что нынешний мандат Сил ООН по защите (UNPROFOR) в Хорватии истекает 31 марта 1995 года, а также просьба правительства Хорватии о создании миротворческих сил в стране. Соблюдение прав человека было настоятельно рекомендовано в качестве важнейшего шага на пути к миру. Необходимо обеспечить безопасность и свободу передвижения УНПРОФОР.